# 39 Tauri
39 Tauri (39 Tau) es una estrella en la constelación de Tauro de magnitud aparente +5,90 que se encuentra a 55 años luz del sistema solar.
El análisis de su historia cinemática sugiere que no pertenece a ninguno de los once grupos o corrientes estelares conocidos.
39 Tauri es una enana amarilla de tipo espectral G5V —semejante por ejemplo a 61 Virginis— con una temperatura efectiva de 5895 K.
Su luminosidad es aproximadamente igual a la solar y tiene un radio apenas un 1% más grande que el del Sol.
Gira sobre sí misma con una velocidad de rotación proyectada de 7,0 km/s, siendo su período de rotación de 9,1 días.
Es un 7% más masiva que el Sol y su edad se cifra entre los 2800 y los 3700 millones de años.
39 Tauri exhibe una metalicidad ligeramente superior a la del Sol ([Fe/H] = 0,05).
En general, todos los elementos evaluados muestran valores comparables a los solares.
Únicamente cobre y samario son relativamente deficitarios en comparación al Sol, siendo la abundancia de este último metal la mitad que en nuestra estrella ([Sm/H] = -0,30).
Asimismo, su contenido de litio es más elevado que el solar, aunque hay que considerar que el Sol parece estar empobrecido en este elemento en relación con otras estrellas análogas de nuestro entorno.